# Crotalus lepidus lepidus
Crotalus lepidus lepidus – podgatunek jadowitego węża grzechotnika skalnego (Crotalus lepidus) z podrodziny grzechotnikowatych w rodzinie żmijowatych.
Osobniki dorosłe osiągają zwykle długość 60 cm. Występuje na terenie Stanów Zjednoczonych w Teksasie i Meksyku. Spotykany na terenach górzystych na wysokości od 300 do 3000 metrów nad poziom morza. Preferują teren skalisty, półki skalne, kamienne gruzowiska. Jego jad jest bardzo silny, ugryzienie może być śmiertelne dla człowieka. Osobniki tego gatunku są rzadko agresywne. Żywi się drobnymi kręgowcami.